# Bracia Karamazow (film 1958)
Bracia Karamazow – amerykański film obyczajowy z 1958 roku na podstawie powieści Fiodora Dostojewskiego.

## Główne role
- Yul Brynner – Dimitr Karamazow
- Maria Schell – Gruszenka
- Claire Bloom – Katia
- Lee J. Cobb – Ojciec Karamazow
- Albert Salmi – Smerdjakow
- William Shatner – Aleksiej Karamazow
- Richard Basehart – Iwan Karamazow